# Jean-Paul Fitoussi
Pour les articles homonymes, voir Fitoussi.
Jean-Paul Fitoussi, né le 19 août 1942 à La Goulette (Tunisie) et mort le 15 avril 2022 à Paris, est un économiste français.
Il était membre du conseil d'orientation de l'Institut Montaigne.

## Biographie

### Jeunesse et formation
Jean-Paul Fitoussi suit ses études secondaires au lycée Carnot de Tunis. Il est docteur d'État en sciences économiques et agrégé des disciplines juridiques, politiques et de gestion, section analyse économique.

### Parcours universitaire
En 1968, Jean-Paul Fitoussi est nommé comme assistant à l'université de Strasbourg, au sein de la faculté des sciences économiques. Il est promu chargé de cours en novembre 1971, puis maître de conférences agrégé en 1974. Actif au sein de l'établissement, il est élu doyen de la faculté en mars 1974, et conserve ce poste jusqu'en mars 1977[réf. nécessaire].
Il quitte l'université de Strasbourg en 1979, et devient alors professeur à l'Institut universitaire européen de Florence. Il y est responsable du doctorat de troisième cycle dont l'intitulé est « Fondement de la politique de l'emploi et de la monnaie », jusqu'en septembre 1980. Il devient alors directeur du département de sciences économiques de cet institut universitaire jusqu'en 1981.
En 1982, Jean-Paul Fitoussi est nommé professeur des universités à l'Institut d'études politiques de Paris. Il quitte à ce titre l'Institut universitaire européen de Florence en décembre 1983. Au sein de l'IEP parisien, il a la charge du cours obligatoire de politique économique. Il est également nommé directeur du département d'économie de l'école, qui coopère avec l'Observatoire français des conjonctures économiques, créé par Jean-Marcel Jeanneney en 1981.
Fitoussi, engagé dans la vie de l'établissement, aide à désamorcer une crise entre l'administration et les étudiants lorsque le directeur, Alain Lancelot, annonce une réforme peu populaire qui aurait transformé les bourses de l'institut en un système de prêts à l'américaine et interdit le redoublement en année préparatoire. Il quitte officiellement son poste à l'Institut universitaire de Florence en décembre 1983 et est professeur invité à l'université de Californie à Los Angeles au premier semestre de 1984[réf. nécessaire].
Il devient en 1997 président du conseil scientifique de l'institut. Il quitte l'IEP en 2010 lorsqu'il prend sa retraite.
Il enseigne également en Italie, à la LUISS Business School de Rome[réf. nécessaire].
Ses travaux récents portent sur les rapports entre la démocratie et le développement économique[réf. nécessaire].

### Responsabilités

#### Dans le public et le parapublic
Jean-Paul Fitoussi préside l'Observatoire français des conjonctures économiques (OFCE) de 1989 à 2010, succédant à son fondateur, Jean-Marcel Jeanneney. Au sein de l'OFCE, il a procédé au recrutement d'Edmund Phelps, d'Anthony B. Atkinson et d'autres économistes de premier plan, qui ont publié avec lui trois volumes au début des années 1990 basés sur leurs recherches à l'OFCE.
Il est recruté par Jacques Attali, alors dirigeant de la Banque européenne pour la reconstruction et le développement, aux côtés de Philippe Aghion, pour constituer un groupe de recherche économique sur la Russie au début de l'ère post-Guerre froide, afin de formuler des recommandations de politique économique.
Jean-Paul Fitoussi a été membre du Conseil d'analyse économique auprès du Premier ministre jusqu'en 2012[réf. nécessaire].
Il préside à partir de 2009 le Forum Nouveau Monde : forum économique annuel ayant lieu à l'OCDE.
Jean-Paul Fitoussi est membre du conseil scientifique de l'Institut François-Mitterrand.
Il est membre à partir de 2011 du conseil d'orientation de la Fondation Écologie d'avenir, conseil présidé par Claude Allègre[réf. nécessaire].
Très attentif aux relations entre la France et l'Italie, il intervient souvent dans le Club Italie-France, fondé par Edoardo Secchi.
Il est responsable du comité économique consultatif de la BERD entre 1991 et 1993.

#### Dans le privé
À partir du 14 avril 2004, Jean-Paul Fitoussi est membre du conseil d'administration de Telecom Italia jusqu'en 2017. Il est membre du conseil de surveillance de Intesa Sanpaolo en avril 2010, fonction dans laquelle il a été reconduit en avril 2013. Il a également siégé au conseil d'administration de la Banca Sella jusqu'en avril 2010[réf. nécessaire].

## Prises de position

### Courant de pensée et recherche
Il se situe dans le courant de pensée du keynésianisme.
Il travaille sur les théories de l'inflation, du chômage, des économies ouvertes, et sur le rôle des politiques macroéconomiques[réf. nécessaire]. Il critique la rigidité budgétaire et monétaire[réf. nécessaire], au motif qu'elle aurait un effet négatif sur la croissance et l'emploi.

### Opinions politiques
En 2003, il fait partie des économistes plutôt proches de la gauche qui s'opposent à la proposition de François Hollande et soutiennent la réforme Raffarin. Ils proposent comme alternative à la réforme des retraites la mise à contribution des revenus du capital. Ils estiment que « le remède n'est pas à la hauteur du problème ».
En 2016, il est considéré par Pascal Riché de L'Obs comme un « homme de gauche ».
Il apporte son soutien à Emmanuel Macron lors de l'élection présidentielle de 2017.
Il est en faveur d'une coopération rapprochée entre la France et l'Italie afin de peser plus au sein de l'Union européenne.
Il considère que l'Union européenne doit investir plus dans l'innovation, ainsi que l'éducation et la recherche, tout en réduisant la bureaucratie qui, selon lui, pèse sur les start-up et sur les entreprises établies. Il soutient que « pendant trop longtemps l’accent a été mis sur le remplacement du travailleur par la machine et donc sur le transfert des gains de productivité engendrés vers l’actionnaire ».
Il est membre du conseil d'orientation de l'Institut Montaigne, un think tank libéral.

## Ouvrages
- Inflation, équilibre et chômage, Paris, Éditions Cujas, 1973
- Le Fondement microéconomique de la théorie keynésienne, Paris, Éditions Cujas, 1974
- La Désinflation compétitive, le Mark et les politiques budgétaires en Europe, avec Anthony B. Atkinson, Olivier Blanchard, John S. Flemming, Edmond Malinvaud, Edmund S. Phelps, Robert M. Solow, Paris, Éditions du Seuil, Paris, 1992
- Le Débat interdit : monnaie, Europe, pauvreté, Paris, Arléa, 1995  (ISBN 2020385791) (rééd. 2000)
- avec Pierre Rosanvallon, Le nouvel âge des inégalités, Paris, Éditions du Seuil, coll. « Points Essais », 1996  (ISBN 2020355086) (1998 : Poche)
- La Règle et le choix, Paris, Seuil, coll. « La République des idées », 2002
- EDF, le marché et l'Europe : l'avenir d'un service public, Paris, Fayard, 2003
- La Démocratie et le marché, Paris, Grasset, Paris, 2004  (ISBN 2253082996) (poche 2007 : LGF, coll. « Le livre de poche. Biblio essais »)
- L'Idéologie du monde : chroniques d'économie politique, La Tour-d'Aigues, L'Aube ; Paris, Le Monde, 2004
- La Politique de l'impuissance, Paris, Arléa, 2005  (ISBN 286959643X)
- L'État de l'Union européenne, Paris, Fayard, 2007
- avec Éloi Laurent, La nouvelle écologie politique : économie et développement humain, Éditions du Seuil, coll. « La république des idées », 2008  (ISBN 2020977192)
- Le Théorème du lampadaire, Les liens qui libèrent, 2013, 224 p.  (ISBN 978-2-918597-45-2)
- Comme on nous parle : l'emprise de la novlangue sur nos sociétés, Les liens qui libèrent, 2020  (ISBN 979-1020908681)

## Décoration
- Officier de la Légion d'honneur par décret du 14 juillet 2011
- Chevalier de la Légion d'honneur par décret du 21 décembre 2000